# 1237
Il 1237 (MCCXXXVII in numeri romani) è un anno  del XIII secolo.

## Eventi
- Fondazione storica di Berlino
- A Granada prendono il potere i musulmani Nasridi che, come Sultani, regneranno fino al gennaio 1492.
- A Pistoia Agolante Tedici instaura una breve signoria.
- 27 novembre - La Lega Lombarda viene sconfitta da Federico II nella Battaglia di Cortenuova.
- Tommaso di Savoia instaura la sua signoria su Pinerolo, tolta agli abati di Abbadia Alpina.

## Nati
- Beatrice di Savoia, nobile († 1310)
- Agnese di Borbone-Dampierre, contessa († 1288)
- Corrado da Offida, francescano italiano († 1306)
- Costanza d'Ungheria, principessa ungherese († 1276)
- Munio di Zamora, vescovo cattolico e religioso spagnolo († 1300)
- Ruggero II Sanseverino, nobile e condottiero italiano († 1285)
- Qotb al-Din Shirazi, astronomo, filosofo e medico persiano († 1311)
- William de Beauchamp, IX conte di Warwick, nobile inglese († 1298)

## Morti
- 24 gennaio - Bartolomeo di Roye, nobile francese
- 2 febbraio - Giovanna del Galles, nobile normanna
- 13 febbraio - Giordano di Sassonia, religioso tedesco (n. 1190)
- 14 marzo - Ghigo VI del Viennois, nobile (n. 1184)
- 23 marzo - Giovanni di Brienne, nobile, condottiero e poeta francese
- 12 aprile - Berenguela di León, principessa (n. 1204)
- 15 aprile - Richard Poore, vescovo cattolico britannico
- 5 maggio - Fujiwara no Ietaka, poeta giapponese (n. 1158)
- 27 agosto - Al-Ashraf Musa, Emiro di Damasco, sovrano (n. 1178)
- 28 settembre - Jean Halgrin d'Abbeville, arcivescovo cattolico e cardinale francese (n. 1180)
- 23 ottobre - Muhammad Shah di Kedah, sovrano malese
- 7 dicembre - Abraham ben Maimon, medico e rabbino egiziano (n. 1186)
- Alatrino da Alatri, religioso italiano
- Alberto, vescovo cattolico italiano
- Anna Maria d'Ungheria, nobile ungherese (n. 1204)
- Guido Pallavicini, marchese italiano
- Diana Visconti, nobile italiana
- Kayqubad I, sultano (n. 1190)

## Calendario
| Calendario 1237 | Calendario 1237 | Calendario 1237 | Calendario 1237 | Calendario 1237 | Calendario 1237 | Calendario 1237 | Calendario 1237 | Calendario 1237 | Calendario 1237 | Calendario 1237 | Calendario 1237 | Calendario 1237 | Calendario 1237 | Calendario 1237 | Calendario 1237 | Calendario 1237 | Calendario 1237 | Calendario 1237 | Calendario 1237 | Calendario 1237 | Calendario 1237 | Calendario 1237 | Calendario 1237 | Calendario 1237 | Calendario 1237 | Calendario 1237 | Calendario 1237 | Calendario 1237 | Calendario 1237 | Calendario 1237 | Calendario 1237 | Calendario 1237 |
| --------------- | --------------- | --------------- | --------------- | --------------- | --------------- | --------------- | --------------- | --------------- | --------------- | --------------- | --------------- | --------------- | --------------- | --------------- | --------------- | --------------- | --------------- | --------------- | --------------- | --------------- | --------------- | --------------- | --------------- | --------------- | --------------- | --------------- | --------------- | --------------- | --------------- | --------------- | --------------- | --------------- |
|                 | 1               | 2               | 3               | 4               | 5               | 6               | 7               | 8               | 9               | 10              | 11              | 12              | 13              | 14              | 15              | 16              | 17              | 18              | 19              | 20              | 21              | 22              | 23              | 24              | 25              | 26              | 27              | 28              | 29              | 30              | 31              |                 |
| Gennaio         | Gi              | Ve              | Sa              | Do              | Lu              | Ma              | Me              | Gi              | Ve              | Sa              | Do              | Lu              | Ma              | Me              | Gi              | Ve              | Sa              | Do              | Lu              | Ma              | Me              | Gi              | Ve              | Sa              | Do              | Lu              | Ma              | Me              | Gi              | Ve              | Sa              |                 |
| Febbraio        | Do              | Lu              | Ma              | Me              | Gi              | Ve              | Sa              | Do              | Lu              | Ma              | Me              | Gi              | Ve              | Sa              | Do              | Lu              | Ma              | Me              | Gi              | Ve              | Sa              | Do              | Lu              | Ma              | Me              | Gi              | Ve              | Sa              |                 |                 |                 |                 |
| Marzo           | Do              | Lu              | Ma              | Me              | Gi              | Ve              | Sa              | Do              | Lu              | Ma              | Me              | Gi              | Ve              | Sa              | Do              | Lu              | Ma              | Me              | Gi              | Ve              | Sa              | Do              | Lu              | Ma              | Me              | Gi              | Ve              | Sa              | Do              | Lu              | Ma              |                 |
| Aprile          | Me              | Gi              | Ve              | Sa              | Do              | Lu              | Ma              | Me              | Gi              | Ve              | Sa              | Do              | Lu              | Ma              | Me              | Gi              | Ve              | Sa              | Do              | Lu              | Ma              | Me              | Gi              | Ve              | Sa              | Do              | Lu              | Ma              | Me              | Gi              |                 |                 |
| Maggio          | Ve              | Sa              | Do              | Lu              | Ma              | Me              | Gi              | Ve              | Sa              | Do              | Lu              | Ma              | Me              | Gi              | Ve              | Sa              | Do              | Lu              | Ma              | Me              | Gi              | Ve              | Sa              | Do              | Lu              | Ma              | Me              | Gi              | Ve              | Sa              | Do              |                 |
| Giugno          | Lu              | Ma              | Me              | Gi              | Ve              | Sa              | Do              | Lu              | Ma              | Me              | Gi              | Ve              | Sa              | Do              | Lu              | Ma              | Me              | Gi              | Ve              | Sa              | Do              | Lu              | Ma              | Me              | Gi              | Ve              | Sa              | Do              | Lu              | Ma              |                 |                 |
| Luglio          | Me              | Gi              | Ve              | Sa              | Do              | Lu              | Ma              | Me              | Gi              | Ve              | Sa              | Do              | Lu              | Ma              | Me              | Gi              | Ve              | Sa              | Do              | Lu              | Ma              | Me              | Gi              | Ve              | Sa              | Do              | Lu              | Ma              | Me              | Gi              | Ve              |                 |
| Agosto          | Sa              | Do              | Lu              | Ma              | Me              | Gi              | Ve              | Sa              | Do              | Lu              | Ma              | Me              | Gi              | Ve              | Sa              | Do              | Lu              | Ma              | Me              | Gi              | Ve              | Sa              | Do              | Lu              | Ma              | Me              | Gi              | Ve              | Sa              | Do              | Lu              |                 |
| Settembre       | Ma              | Me              | Gi              | Ve              | Sa              | Do              | Lu              | Ma              | Me              | Gi              | Ve              | Sa              | Do              | Lu              | Ma              | Me              | Gi              | Ve              | Sa              | Do              | Lu              | Ma              | Me              | Gi              | Ve              | Sa              | Do              | Lu              | Ma              | Me              |                 |                 |
| Ottobre         | Gi              | Ve              | Sa              | Do              | Lu              | Ma              | Me              | Gi              | Ve              | Sa              | Do              | Lu              | Ma              | Me              | Gi              | Ve              | Sa              | Do              | Lu              | Ma              | Me              | Gi              | Ve              | Sa              | Do              | Lu              | Ma              | Me              | Gi              | Ve              | Sa              |                 |
| Novembre        | Do              | Lu              | Ma              | Me              | Gi              | Ve              | Sa              | Do              | Lu              | Ma              | Me              | Gi              | Ve              | Sa              | Do              | Lu              | Ma              | Me              | Gi              | Ve              | Sa              | Do              | Lu              | Ma              | Me              | Gi              | Ve              | Sa              | Do              | Lu              |                 |                 |
| Dicembre        | Ma              | Me              | Gi              | Ve              | Sa              | Do              | Lu              | Ma              | Me              | Gi              | Ve              | Sa              | Do              | Lu              | Ma              | Me              | Gi              | Ve              | Sa              | Do              | Lu              | Ma              | Me              | Gi              | Ve              | Sa              | Do              | Lu              | Ma              | Me              | Gi              |                 |